# Llanddarog
Llanddarog est un village et une communauté du Carmarthenshire, au pays de Galles.
Outre Llanddarog, la communauté comprend les villages de Cwmisfael (cy), Mynyddcerrig (en) et Porthyrhyd. Au recensement de 2011, elle comptait 1 198 habitants.